# Factor de zoom
El factor de zoom es el cociente entre la máxima y la mínima distancia focal posible de un zoom. Viene representado por el número del cociente precedido por una 'x'.
El factor de zoom no indica cuánto se puede aumentar una imagen sino cuánto variará el encuadre de la imagen de un extremo al otro del zoom. Por ejemplo un objetivo 17-55 mm es un zoom x3; un 100-300 mm también es un zoom x3 y, sin embargo, el segundo acerca la imagen muchísimo más que el primero. Un objetivo 20-200 mm será x10.
El uso de este factor se ha hecho popular como medida de la capacidad del zoom en las cámaras digitales y de video que incluyen objetivos zoom no intercambiables. Estos objetivos suelen cubrir desde un ligero gran angular (entre 28 y 35 mm equivalentes en formato pequeño) hasta un ligero (x3) o potente (x10) teleobjetivo.
- Datos: Q220300